# セオドア・エドソン・チャンドラー
セオドア・エドソン・チャンドラー（Theodore Edson Chandler、1894年12月26日 - 1945年1月7日）は、アメリカ海軍の提督（少将）。第一次世界大戦および第二次世界大戦の両方に参加した。1945年、フィリピンのリンガエン湾でルソン島への上陸作戦中に重巡洋艦ルイビルにて神風特攻隊の攻撃を受け死亡した。第二次世界大戦中に戦死した5人のアメリカ海軍提督の1人である。

## 誕生から第一次世界大戦まで
1894年12月26日メリーランド州のアナポリスで生まれる。父親はLloyd Horwitz Chandlerで海軍少将。母親はAgatha Edson Chandler。祖父は、弁護士でありアメリカ合衆国海軍長官も務めたウィリアム・イートン・チャンドラー。祖母はルーシー・ランバート・ヘイル。1911年にニューハンプシャーの海軍兵学校に入学した。1915年6月4日に卒業し、少尉に任官され、戦艦フロリダに配置された。その後戦艦ニューハンプシャーに転属となったのちに1917年にモンタナ (装甲巡洋艦)にて魚雷担当の指揮官となった。同年8月にはフィラデルフィア海軍工廠で艤装中だったコールドウェル級駆逐艦の駆逐艦コナーの就役前部隊に配属された。1918年1月12日に駆逐艦コナーは就役した。

## 第一次世界大戦とその後
1918年5月12日、駆逐艦コナーはニューヨーク市を出発しフランスのブレストに移動。ブレストを拠点として輸送船団の護衛に従事した。その6か月後に第一次世界大戦が終結した。チャンドラーは大戦終結にヨーロッパ近海で駆逐艦コナーの臨時艦長を短期間務めた。1919年4月、アメリカに帰国。1919年4月28日、ワシントンでベアトリス・ボーエン・フェアファックスと結婚した。1919年5月、ウィリアム・クランプ・アンド・サンズ造船所に配属され、クレムソン級駆逐艦の駆逐艦チャンドラー (DD-206) の艤装作業に従事した。駆逐艦チャンドラーは祖父の元海軍長官 ウィリアム・E・チャンドラーにちなんで命名され建造中だったものである。同年9月に就役したのちに1920年12月まで同艦に乗務した。1921年1月よりメリーランド州アナポリスの海軍大学院に入学し、以後29か月間兵器に関する研究を行う。1922年12月26日、娘のセオドラ・エドソン・チャンドラーが生まれる。エドソンはチャンドラーの唯一の子供となった。1923年7月位4日、バージニア州のニューポート・ニューズ造船所で、戦艦ウェストバージニアの艤装作業に参加する。

## 第ニ次世界大戦

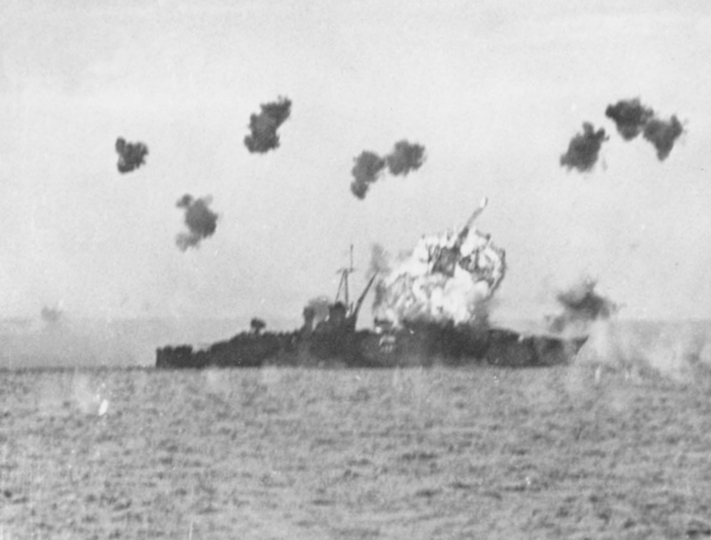
特攻機が突入し炎に包まれるルイビルの艦橋。1945年1月6日）

巡洋艦オマハの艦長として大西洋にてドイツの封鎖突破艦の掃討任務に従事した。1944年には巡洋艦隊の司令として、フランスへの上陸作戦に参加。その後、戦艦隊の司令としてレイテ沖海戦に参加した。スリガオ海峡では南からレイテ湾へ突入しようとする日本海軍の西村祥治中将の艦隊を丁字戦法で迎え撃った。レイテ湾での戦闘を終えたルイビルはルソン島の戦いのために北上し、マニラの東側のリンガエン湾に移動した。
1945年1月、第7艦隊 (アメリカ軍)配下の巡洋艦第4部隊の司令官として重巡洋艦ルイビルに乗船しルソン島への上陸支援の任務が開始された。1月5日、彗星がルイビルの2番主砲に突入し、2番主砲は完全に破壊された。1月6日より艦砲射撃を開始したが、ルイビルはまたしても日本軍の特攻機による反撃を受ける。艦橋の右舷付近に突入した特攻機（九九式襲撃機とされる）によりチャンドラーは航空機ガソリンによる火災で大火傷を負った。治療が行われたが翌日の1月7日に亡くなった。遺体は水葬された。死後、彼の名前はキッド級ミサイル駆逐艦4番艦USS チャンドラー (DDG-996)に継承された。
Websites
- この記事はアメリカ合衆国政府の著作物であるDictionary of American Naval Fighting Shipsに由来する文章を含んでいます。
- “Theodore E. Chandler”. Dictionary of American Naval Fighting Ships.   Naval Historica Center, Department of the Navy. 2021年3月4日閲覧。

Books
- O'Reilly, Bill (2011). Killing Lincoln. Henry Holt and Company, New York. ISBN 9780805093070
- Anon (1946). Man of War: Log of the United States Heavy Cruiser Louisville. Philadelphia: Dunlap Printing Co.
- Morison, Samuel, Eliot, The Liberation of the Philippines: Luzon, Mindanao, the Visayas 1944-45, (2001) New York, Castle Books for Little Brown and Company